# Hurrungane

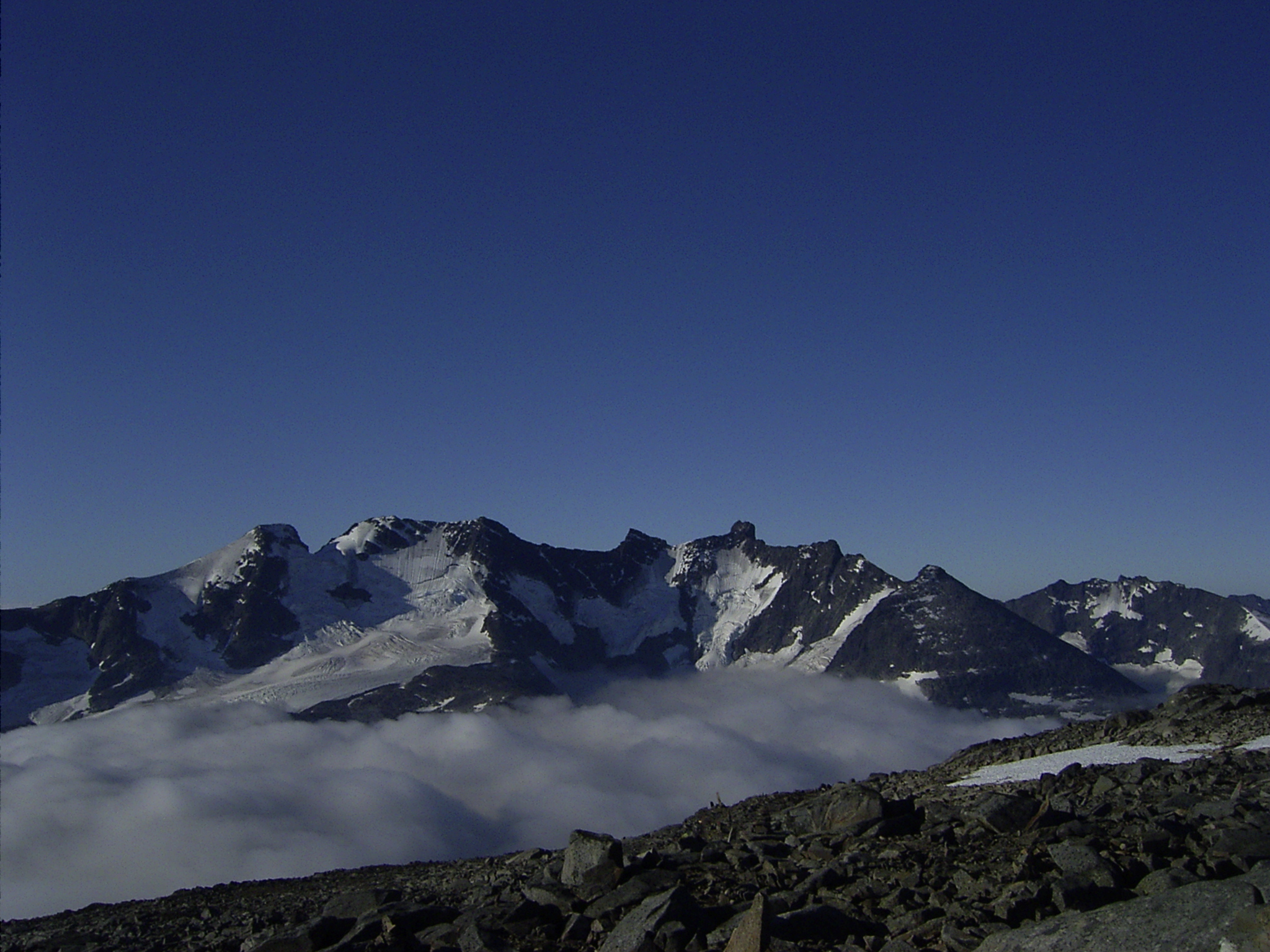
Hurrungane von Norden gesehen

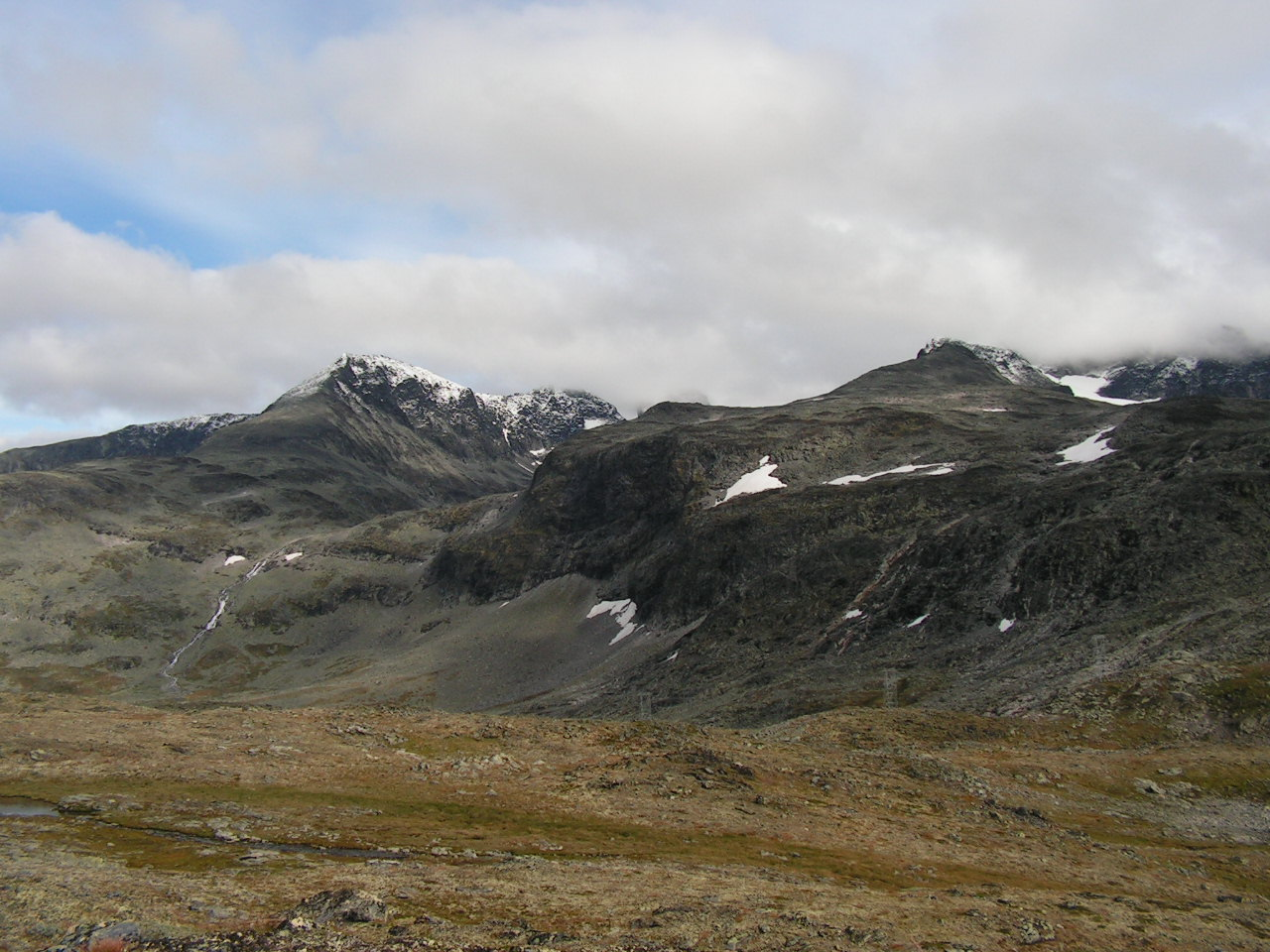
Westliches Hurrungane: Berdalsbotn, links der Soleibotntind

Als Hurrungane wird eine Gebirgsgruppe im südwestlichen Jotunheimen-Gebirge in Norwegen bezeichnet. Das Gebiet erstreckt sich östlich der innersten Ausläufer des Sognefjordes, des Lustrafjordes und des Årdalsfjordes. Nach Norden wird es vom Sognefjell und nach Südosten vom tief eingeschnittenen Utladalen begrenzt. Die Hurrungane-Gruppe liegt auf den Gemarkungen der Gemeinden Luster und Årdal und ist Teil des Jotunheimen-Nationalparks. Im Süden des Gebiets liegt die Ortschaft Øvre Årdal. Die Straße von Øvre Årdal nach Turtagrø im Norden ist die einzige Verkehrsanbindung.

## Landschaft
Die Hurrungane-Massiv zeichnet sich durch eine hochalpine, schroffe Landschaft mit zahlreichen Gletschern und Gebirgsseen aus. Über 25 Gipfel erreichen eine Höhe von mehr als 2000 m. Die acht höchsten Gipfel der Hurrangane-Gruppe liegen sämtlich im Styggedals- og Skagastølsryggen und sind Store Skagastølstind, kurz „Storen“ (2405 m),  Store Styggedalstind, Østtoppen (2387 m), Store Styggedalstind, Vesttoppen (2382 m), Gjertvasstind (2351 m), Sentraltind (2348 m), Vetle Skagastølstind (2340 m), Midtre Skagastølstind (2284 m) und Skagastølsnebbet (2222 m).
Die höchsten Hauptgipfel (mit einer Schartenhöhe über 100 m) sind in der Hauptgruppe:
- Store Skagastølstind (Storen) (2405 m)
- Store Styggedalstind (2387 m)
- Gjertvasstind (2351 m)
- Sentraltind (2348 m)
- Store Austanbottstind (auch Store Austanbotntind; 2203 m)
- Store Dyrhaugstind (2150 m)
- Store Ringstind (2124 m)
- Store Soleibotntind (2083 m)
- Auf der Statkart unbenannter Gipfel zwischen Store Dyrhaugstind im Norden und Austre Ringstind im Süden, Schartenhöhe ca. 115 m (2062 m). In der Literatur zuweilen als Nordre Midtmaradalstind bezeichnet, obwohl der Gipfel topografisch ein Nebengipfel des Store Dyrhaugstind ist.
- Store Midtmaradalstind (2056 m)
- Store Stølsmaradalstind (2025 m)
- Midtre Ringstind (2025 m)
- Austre Ringstind (2002 m)
- Søre Midtmaradalstind (1959 m); Schartenhöhe, je nach Maßstab der Statkart, knapp 100 m oder weniger.
- Mannen (1950 m)
- Kjerringi (1938 m)

In der kleinen Nordgruppe liegen die Hauptgipfel:
- Fannaråki (2068 m)
- Store Steindalsnosi (2029 m)

Die Gipfel des Hurrungane-Massivs sind z. T. bei Kletterern sehr beliebt.
Das Gebiet liegt oberhalb der Baumgrenze; es herrschen daher Flechten, Moose und an feuchten Standorten Wollgras vor.
Durch die exponierte Lage (die Hurrungane-Gruppe ist der erste Hochgebirgszug östlich des Fjords im Landesinneren) gibt es reichlich Niederschlag.

## Geologie
Das Hurrungane-Gebiet ist Teil des Jotundeckenkomplexes und besteht im Wesentlichen aus hochmetamorphen Gesteinen (Gneisen, Granuliten, Amphiboliten) des Präkambriums, die während der Kaledonischen Orogenese im Silur/Devon auf den Baltischen Schild überschoben wurden. In diesem Rahmen treten an mehreren Stellen Pegmatite auf, die ein sehr breites Spektrum an Mineralen aufweisen.